# Арта Даде
Арта Даде (алб. Arta Dade; нар. 15 березня 1953, Тирана) — албанський педагог і політик.
У 1975 році закінчила відділення англійської мови факультету іноземних мов Тиранського університету. Після отримання освіти, вона працювала вчителем у середній школі з поглибленим вивченням іноземних мов Asim Vokshi у Тирані. У 1985 році вона була переведена до Інституту англійської мови Тиранського університету, де вона проводила заняття для студентів. У 1992 вона завершила навчання в аспірантурі у Великій Британії.
У 1991 році приєдналась до Соціалістичної партії Албанії, а рік потому була обрана до ради партії. У 1997 вперше отримала мандат члена Народних зборів. У 1997–1998 вона працювала міністром культури, у справах молоді та спорту, а у 2001–2002 — міністром закордонних справ і заступником прем'єр-міністра. Вона також була віце-головою албанської делегації у Парламентській асамблеї Ради Європи.
Розлучена, має двох дітей.